# 浙江語言現狀
浙江語言現狀輯錄省內吳語人口和普通話人口的統計。曾經「说吴语的人占全省总人口的98%以上」。

## 家庭語言統計
對於家裡「幼年以家鄉祖語和父母交談，求學後改用普通話和父母交談」的語言替換現象，一直有爭議究竟是80後家長主動，還是00後子女主動。為此2012年調查浙江金華市郊曹宅鎮90名學生，53人說是自己最先改用普通話交談，23人說不清楚，14人說是父母。2016年訪問嘉興市少年與父母交談的語言，67個樣本裡，50.7%僅用普通話，33.4%雜用普通話與嘉興話，11.9%僅用嘉興話。

## 母語統計
據國家語委在1999至2001年的第一次全國語言調查，南方方言区各省（含浙江）都有逾93%最先学習當地語言。

## 官方對吳語現狀的表態
浙江省檔案局副巡視員沈伟光少校在2012年指：「（吳語目前）往往局限在乡裡、家庭、弄堂裡，加深了认为方言仅是市井俚语的错觉；……造成的是吴方言的造词能力严重衰退，……目前来看，吴方言很有可能会是中国主要方言中最早消失的一个，逐渐消失的声音亟待保护和传承。」2012年海寧檔案局普查海寧話，「老人們都覺得稀奇，又有點興奮，自己從小到大說的話如今變成了寶貝。」
2004年浙江出身的周思源教授撰文「保护语言决不等于保护方言，汉语要保护，但是方言不必保护」，此文得到教育部轉載。

## 腳註
1. ↑  關於浙江吳語衰退的新聞，另見：
  - 周瑜. . 《东方早报》. 2011年11月17日. （原始内容存档于2011-11-21）. 事实上，包括上海话在内的吴语的造词能力正在衰退，使用句式也越来越单一
  - 贝远景. . 浙江在線（轉自錢江晚報）. 2012-02-21. （原始内容存档于2020年9月7日）.

## 引用來源
1. ↑  黄晓东. . 《中国社会语言学》. 2015, (2). 該論文的摘要版見：. 浙江在线-金华频道. 2018-01-18  [2020-09-19]. （原始内容存档于2020-09-19）.
2. ↑  徐冰如. . 《文教资料》. 2017, (5)  [2020-12-14]. （原始内容存档于2020-09-02）.
3. ↑  佟乐泉 (编). . 语文出版社. 2006年12月（調查日期為1999年9月至2001年12月）: 表01至表30  [2020-12-14]. ISBN 9787801848307. 原始内容存档于2020-09-02.  绿皮书統一由國家語委發布.
4. ↑  沈伟光. .又轉載至：沈伟光. . 2012-02-16. （原始内容存档于2020-09-26）. 摘錄版亦刊於新華網：. 浙江在线——轉自新华网. 2011-11-07. （原始内容存档于2020年9月26日）.
5. ↑  . 嘉兴在线新闻网. 2012-03-02  [2020-09-07]. （原始内容存档于2020-09-26）.
6. ↑  周思源. . 中华读书报 (光明日報社). 2004年6月23日.，刪節版公開於. 中華人民共和國教育部官網. 2005-09-02  [2020-12-14]. （原始内容存档于2020-09-02）.